# Fire Escape Collapse
Fire Escape Collapse (englisch für „Einsturz einer Feuertreppe“) ist eine Schwarzweißfotografie des US-amerikanischen Fotografen Stanley Forman, die er am 22. Juli 1975 in Boston während eines Hausbrandes aufnahm. Sie zeigt eine junge Frau und ein kleines Mädchen während ihres Sturzes aus dem fünften Stock des Gebäudes. Kurz zuvor war die Feuertreppe eingestürzt, auf die sich beide gerettet hatten. Die Frau starb an den Folgen des Sturzes, das Mädchen überlebte.
Das Foto erschien einen Tag nach seiner Entstehung im Boston Herald American, bei dem Forman angestellt war. Später wurde es auch in vielen anderen Zeitungen veröffentlicht. Die World Press Photo Foundation zeichnete es als Pressefoto des Jahres aus. Zudem erhielt Forman für seine Fotoserie den Pulitzer-Preis in der Kategorie Spot News Photography.

## Entstehung
Am 22. Juli 1975 brach im Keller des Hauses in der Marlborough Street 129 im Bostoner Stadtteil Back Bay ein Feuer aus. Robert O’Neill erreichte als einer der ersten Feuerwehrmänner das Gebäude. Er kletterte auf das Dach, um zur taktischen Ventilation ein Loch hineinzuschlagen. Dort hörte er die Schreie der 19-jährigen Diana Bryant. Sie hatte sich mit ihrer 2-jährigen Patentochter Tiare Jones auf eine Feuerleiter an der Rückseite des Hauses geflüchtet und war kurz davor, aus Panik in die Tiefe zu springen. O’Neill bat Bryant, ihm das Kind aufs Dach zu reichen. Da sie dazu nicht in der Lage war, sprang er auf die Feuertreppe und versuchte, sie zu beruhigen. In der Zwischenzeit war der Pilot John Green, der Verkehrsberichte für den Radiosender WBZ lieferte, mit seinem Helikopter auf einem nahegelegenen Dach gelandet und zu O’Neill, Bryant und Jones gerannt. Er bot dem Feuerwehrmann an, die Frau und das Mädchen auf das Dach und dann in Sicherheit zu bringen. Da aber bereits eine Drehleiter auf dem Weg zu den dreien war, verzichtete O’Neill darauf. Kurz bevor der Feuerwehrmann die Leiter betreten konnte, brach die Feuertreppe ein. Ihm gelang es, sich an der Leiter festzuhalten, Bryant und Jones stürzten jedoch fünf Stockwerke in die Tiefe. Bryant erlag wenige Stunden später ihren Verletzungen. Die zweijährige Jones erlitt einen Herzstillstand, konnte aber reanimiert werden und überlebte. Ihr Aufprall war durch Bryants Körper gedämpft worden.
Stanley Forman, Fotoreporter beim Boston Herald American, hatte über den Feuerwehrfunk von dem Brand erfahren. Um bessere Fotos von der Rettung von Bryant und Jones zu machen, kletterte er auf die Ladefläche eines Feuerwehrwagens. Von dort aus machte er Aufnahmen mit seiner Kamera mit Motorantrieb und einem 135-mm-Objektiv. Für die Aufnahmen verwendete er eine Belichtungszeit von 1/125 Sekunden und die Blendenzahl 8.

## Beschreibung
Das Foto Fire Escape Collapse zeigt Diana Bryant und  Tiare Jones im freien Fall vor einer Backsteinwand mit Fenstern. Bryant ist im unteren Bildbereich zu sehen. Sie fällt kopfüber mit ihren Armen voran und angewinkelten Beinen, ihr Gesicht ist verdeckt. Über ihr befindet sich Jones, deren Gesicht Richtung Kamera zeigt. Jones fällt mit ihren Füßen voran und hat ihre Arme und Beine von sich gestreckt. Rechts neben den Personen stürzt die Feuertreppe zu Boden. Außerdem sind zwei fallende Topfpflanzen zu sehen. Trotz der Bewegung der Abgebildeten ist das Foto scharf.

## Veröffentlichung und Reaktionen

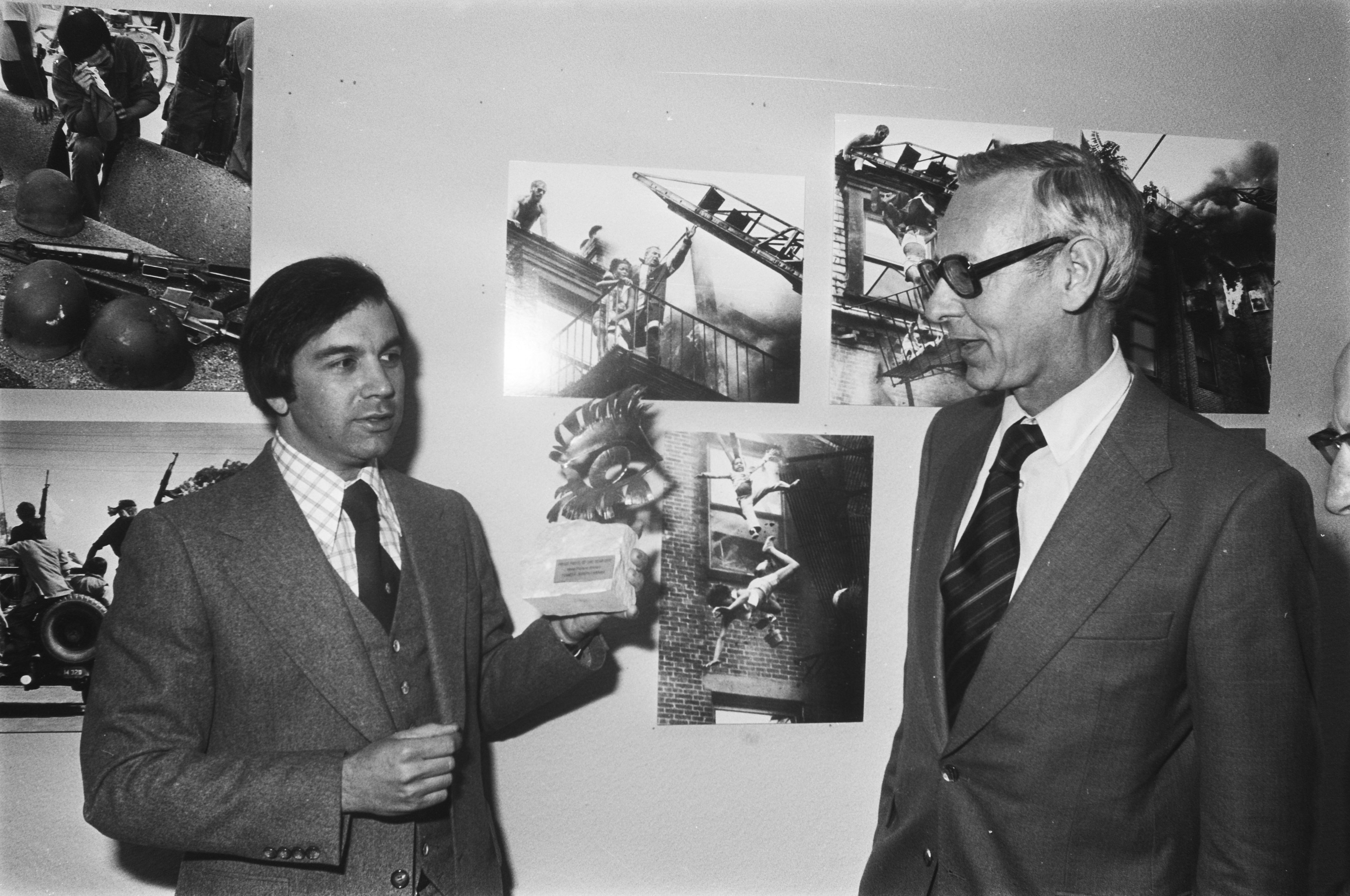
Stanley Forman (links) zusammen mit Max van der Stoel, Außenminister der Niederlande, bei der Verleihung des Preises für das Pressefoto des Jahres im Van Gogh Museum Amsterdam. Im Hintergrund sind Formans Fotos vom Brand zu sehen, darunter auch Fire Escape Collapse.

Fire Escape Collapse erschien am Morgen nach seiner Entstehung im Boston Herald American. Das Foto nahm einen Großteil der Titelseite der Zeitung ein. Im Innenteil war das Foto zusammen mit drei anderen Fotos Formans vom Brand erneut abgedruckt. Noch am selben Tag wurden die Fotos über die Presseagentur Associated Press weltweit verteilt. Sie erschienen in den folgenden Tagen in vielen nationalen und internationalen Zeitungen, darunter über 100 US-Zeitungen. Die Veröffentlichung sorgte für Kritik, bei der ethische Bedenken geäußert wurden. Forman erhielt Briefe, in denen er als Perverser oder Opportunist beschimpft wurde. Er betonte, dass er sonst bei Unfällen, die er fotografierte, seine Hilfe anbot. Bei dem Brand war ihm das aber nicht möglich. Außerdem wies er Jahrzehnte später darauf hin, dass die Fotos vom Brand zu einer Verbesserung des Brandschutzes geführt haben. So waren sie der Auslöser für eine Gesetzesänderung im Bundesstaat Massachusetts, dessen Hauptstadt Boston ist. Darin wurde festgelegt, dass Feuertreppen alle fünf Jahre auf ihre strukturelle Eignung und Sicherheit überprüft werden müssen. Laut Forman wurde das Foto auch mehrere Jahre in Brandschutz-Broschüren benutzt.
Fire Escape Collapse wurde 1976 von der World Press Photo Foundation als Pressefoto des Jahres 1975 ausgezeichnet. Im selben Jahr erhielt Forman für seine Fotoserie zu dem Hausbrand den Pulitzer-Preis in der Kategorie Spot News Photography. Im folgenden Jahr gewann er den Pulitzer-Preis in derselben Kategorie erneut, diesmal für sein Foto The Soiling of Old Glory, das einen Jugendlichen zeigt, der mit einer US-Flagge einen Mann attackiert.
Die deutsche Punkband Abwärts verwendete das Foto 1980 auf dem Cover ihres Albums Amok Koma. Als 2019 eine Schallplatten-Neuauflage des Albums herausgebracht werden sollte, bat Forman die Macher darum, diesmal auf die Verwendung des Fotos zu verzichten. Diese folgten seiner Bitte und nutzten stattdessen Collagen, die vom Musiker Bob Pollard gestaltet worden waren.